# Urgleptes ruficollis
Urgleptes ruficollis är en skalbaggsart som först beskrevs av Bates 1881.  Urgleptes ruficollis ingår i släktet Urgleptes och familjen långhorningar.
Artens utbredningsområde är:
- Costa Rica.
- Nicaragua.

Inga underarter finns listade i Catalogue of Life.